# Troy Corser
Troy Gordon Corser (Wollongong, 27 novembre 1971) è un pilota motociclistico australiano ritiratosi dall'attività agonistica.
Vincitore del campionato mondiale Superbike nel 1996 e nel 2005.
Vanta vari record nel mondiale Superbike quali: campione mondiale sia con una bicilindrica (la Ducati 955) che con una quattro cilindri (la Suzuki GSXR1000 K5), aver guidato e ottenuto la pole position per 6 case motoristiche diverse.

## Carriera
Corser partecipa alla sua prima gara nel 1981 all'età di dieci anni, nel motocross. Dopo pochi anni passa però al dirt track, per poi approdare alle motociclette derivate dalla serie dove vince il campionato Australiano Superbike nel 1993. Gareggia nel mondiale Superbike del 1994, con la Ducati del Team Fast by Ferracci, alternando agli impegni del campionato Mondiale a quelli del campionato americano, nel quale lo stesso anno vinse il titolo. Nel 1995 finisce secondo nel mondiale, sempre con Ducati, mentre nel 1996 è campione del mondo. Nel 1997 passa nel motomondiale nella classe 500, con la Yamaha YZR 500 del team Red Bull Yamaha WCM, ma a metà stagione viene appiedato dalla squadra a causa di problemi di contratto.
Nel 1998 torna nel mondiale Superbike, ottenendo un terzo posto in campionato, risultato che riottiene nel 1999. Nel 2000 diviene pilota del team Aprilia Racing, concludendo l'anno nuovamente con il terzo posto. Nel 2001, battuto da piloti del calibro di Troy Bayliss e Colin Edwards, finisce solamente quarto, tradito anche dalle prestazioni dell'Aprilia RSV 1000.
Dal 2002 al 2004 finisce sotto contratto del team Foggy PETRONAS Racing di Carl Fogarty, ma la Petronas FP1 si rivela però poco competitiva, non permettendo al pilota buoni risultati. Nel 2005, passa alla Suzuki GSXR1000 K5 del team Alstare Suzuki Corona Extra, con cui conquista il suo secondo titolo mondiale dominando totalmente la stagione.
Nel 2006 i risultati, per lui e per il suo team, non sono stati all'altezza delle aspettative: infatti ha chiuso il mondiale al quarto posto, risultato deludente a fronte del mondiale conquistato l'anno precedente. Il team Alstare Suzuki decide così di non rinnovargli il contratto e di sostituirlo con Max Biaggi.
Nel 2007, libero da ogni vincolo contrattuale, ha deciso di accordarsi con il team Yamaha Motor Italia per correre con la Yamaha YZF R1, diventando così il primo pilota del mondiale Superbike ad aver guidato per 5 case motociclistiche diverse: la Ducati, l'Aprilia, la Petronas, la Suzuki e la Yamaha. Conclude la stagione al quinto posto con nove podi ottenuti.
Nel 2009 aggiorna il suo record accordandosi, per due anni, con la BMW per portare in pista e sviluppare, vista la sua grande esperienza e competitività, la BMW S 1000 RR.
Conclude la sua prima stagione con il team bavarese al tredicesimo posto nella classifica generale con 96 punti, ottenendo come miglior risultato in gara il quinto posto in gara 1 nel Gran Premio della Repubblica Ceca tenutosi sul Circuito di Brno.
Confermato per il secondo anno con la BMW S1000 RR del team BMW Motorrad Motorsport, il 9 maggio 2010 si classifica terzo in gara 2 al gran premio d'Italia sul circuito di Monza, facendo segnare il primo storico podio nel mondiale superbike per la casa tedesca, con lui sul palco di premiazione anche Max Biaggi (che vince la gara) e Leon Haslam. La stagione è nel complesso di poco migliore di quella precedente, ottiene il secondo podio stagionale al GP di San Marino a Misano Adriatico chiudendo undicesimo in campionato con 165 punti.
Nel 2011 continua per il terzo anno nel team BMW Motorrad Motorsport, stavolta con compagno di squadra Leon Haslam.
Nella seconda manche del gran premio d'Aragona, in seguito a un contatto con Maxime Berger si frattura un braccio ed è costretto a saltare il gran premio di Brno in Repubblica Ceca. Dopo l'ultimo round di Portimão, ha ufficialmente annunciato il suo ritiro a livello agonistico dalle corse.

## Risultati in gara

### Campionato mondiale Superbike
| 1992 | Moto   |  |  |  |  |  |  |  |  |  |  |  |  |  |  |  |  |  |  |  |  |  |  |    |    |    |    |  |  | Punti | Pos. |
| ---- | ------ |  |  |  |  |  |  |  |  |  |  |  |  |  |  |  |  |  |  |  |  |  |  | -- | -- | -- | -- |  |  | ----- | ---- |
| 1992 | Yamaha |  |  |  |  |  |  |  |  |  |  |  |  |  |  |  |  |  |  |  |  |  |  | 18 | 14 | 10 | 10 |  |  | 14    | 33º  |

| 1994 | Moto   |     |   |  |  |  |  |  |  |  |  |  |  |  |  |  |  |   |     |   |   |   |   |  |  |  |  |  |  | Punti | Pos. |
| ---- | ------ | --- | - |  |  |  |  |  |  |  |  |  |  |  |  |  |  | - | --- | - | - | - | - |  |  |  |  |  |  | ----- | ---- |
| 1994 | Ducati | Rit | 3 |  |  |  |  |  |  |  |  |  |  |  |  |  |  | 3 | Rit | 2 | 2 | 5 | 3 |  |  |  |  |  |  | 90    | 11º  |

| 1995 | Moto   |    |   |   |   |   |     |     |     |   |   |   |   |   |   |   |   |   |   |   |     |   |   |   |   |  |  |  |  | Punti | Pos. |
| ---- | ------ | -- | - | - | - | - | --- | --- | --- | - | - | - | - | - | - | - | - | - | - | - | --- | - | - | - | - |  |  |  |  | ----- | ---- |
| 1995 | Ducati | 10 | 8 | 3 | 3 | 2 | Rit | Rit | Rit | 3 | 5 | 3 | 1 | 2 | 1 | 2 | 6 | 1 | 8 | 3 | Rit | 2 | 2 | 1 | 3 |  |  |  |  | 339   | 2º   |

| 1996 | Moto   |   |   |   |   |     |     |   |   |   |   |   |   |     |   |   |   |   |   |   |   |   |   |   |    |  |  |  |  | Punti | Pos. |
| ---- | ------ | - | - | - | - | --- | --- | - | - | - | - | - | - | --- | - | - | - | - | - | - | - | - | - | - | -- |  |  |  |  | ----- | ---- |
| 1996 | Ducati | 2 | 2 | 1 | 1 | Rit | Rit | 5 | 4 | 1 | 1 | 2 | 2 | Rit | 1 | 6 | 5 | 4 | 9 | 4 | 2 | 1 | 1 | 3 | NC |  |  |  |  | 369   | 1º   |

| 1998 | Moto   |   |   |   |   |   |   |   |   |   |   |   |   |     |   |   |   |   |   |   |   |   |   |    |     |  |  |  |  | Punti | Pos. |
| ---- | ------ | - | - | - | - | - | - | - | - | - | - | - | - | --- | - | - | - | - | - | - | - | - | - | -- | --- |  |  |  |  | ----- | ---- |
| 1998 | Ducati | 2 | 6 | 2 | 2 | 3 | 4 | 2 | 3 | 7 | 3 | 2 | 2 | Rit | 7 | 1 | 2 | 7 | 1 | 6 | 5 | 3 | 3 | NP | Inf |  |  |  |  | 328,5 | 3º   |

| 1999 | Moto   |   |   |   |   |   |   |   |   |   |   |   |   |   |   |   |   |   |    |     |   |   |   |     |   |   |    |  |  | Punti | Pos. |
| ---- | ------ | - | - | - | - | - | - | - | - | - | - | - | - | - | - | - | - | - | -- | --- | - | - | - | --- | - | - | -- |  |  | ----- | ---- |
| 1999 | Ducati | 2 | 3 | 1 | 1 | 6 | 3 | 7 | 6 | 4 | 4 | 3 | 1 | 2 | 2 | 6 | 2 | 5 | 13 | Rit | 2 | 2 | 2 | Rit | 7 | 8 | 14 |  |  | 361   | 3º   |

| 2000 | Moto    |   |   |     |   |   |   |   |     |   |   |   |   |   |   |   |   |   |   |   |     |   |   |   |     |   |   |  |  | Punti | Pos. |
| ---- | ------- | - | - | --- | - | - | - | - | --- | - | - | - | - | - | - | - | - | - | - | - | --- | - | - | - | --- | - | - |  |  | ----- | ---- |
| 2000 | Aprilia | 4 | 3 | Rit | 1 | 9 | 5 | 8 | Rit | 8 | 6 | 7 | 6 | 1 | 1 | 1 | 5 | 3 | 1 | 6 | Rit | 4 | 7 | 7 | Rit | 7 | 3 |  |  | 310   | 3º   |

| 2001 | Moto    |   |   |   |   |   |    |   |   |     |     |    |   |   |   |   |   |   |   |   |    |   |    |   |   |   |     |  |  | Punti | Pos. |
| ---- | ------- | - | - | - | - | - | -- | - | - | --- | --- | -- | - | - | - | - | - | - | - | - | -- | - | -- | - | - | - | --- |  |  | ----- | ---- |
| 2001 | Aprilia | 1 | 1 | 3 | 3 | 6 | AN | 2 | 6 | Rit | Rit | 11 | 3 | 5 | 7 | 7 | 9 | 3 | 2 | 8 | 13 | 9 | 11 | 6 | 3 | 2 | Rit |  |  | 284   | 4º   |

| 2003 | Moto     |     |   |   |   |     |    |    |     |    |    |    |     |   |    |   |     |     |     |   |   |   |   |   |     |  |  |  |  | Punti | Pos. |
| ---- | -------- | --- | - | - | - | --- | -- | -- | --- | -- | -- | -- | --- | - | -- | - | --- | --- | --- | - | - | - | - | - | --- |  |  |  |  | ----- | ---- |
| 2003 | Petronas | Rit | 7 | 5 | 8 | Rit | 12 | 13 | Rit | 12 | 14 | 16 | Rit | 7 | 10 | 8 | Rit | Rit | Rit | 6 | 9 | 7 | 7 | 8 | Rit |  |  |  |  | 107   | 12º  |

| 2004 | Moto     |     |    |    |   |   |   |   |   |   |     |   |   |    |     |   |     |    |   |    |    |     |   |  |  |  |  |  |  | Punti | Pos. |
| ---- | -------- | --- | -- | -- | - | - | - | - | - | - | --- | - | - | -- | --- | - | --- | -- | - | -- | -- | --- | - |  |  |  |  |  |  | ----- | ---- |
| 2004 | Petronas | Rit | 11 | 13 | 5 | 2 | 7 | 9 | 5 | 4 | Rit | 7 | 9 | 10 | Rit | 5 | Rit | 10 | 7 | 12 | 10 | Rit | 7 |  |  |  |  |  |  | 146   | 9º   |

| 2005 | Moto   |   |   |   |   |   |   |   |   |   |   |   |   |   |   |   |   |   |   |   |    |   |    |   |   |  |  |  |  | Punti | Pos. |
| ---- | ------ | - | - | - | - | - | - | - | - | - | - | - | - | - | - | - | - | - | - | - | -- | - | -- | - | - |  |  |  |  | ----- | ---- |
| 2005 | Suzuki | 1 | 3 | 1 | 1 | 1 | 1 | 1 | 3 | 2 | 2 | 3 | 3 | 1 | 2 | 1 | 2 | 4 | 4 | 3 | 13 | 2 | AN | 5 | 4 |  |  |  |  | 433   | 1º   |

| 2006 | Moto   |   |   |   |     |   |   |   |   |     |   |     |     |   |   |   |   |     |     |   |    |     |   |   |   |  |  |  |  | Punti | Pos. |
| ---- | ------ | - | - | - | --- | - | - | - | - | --- | - | --- | --- | - | - | - | - | --- | --- | - | -- | --- | - | - | - |  |  |  |  | ----- | ---- |
| 2006 | Suzuki | 4 | 1 | 1 | Rit | 2 | 2 | 3 | 2 | Rit | 6 | Rit | Rit | 5 | 4 | 6 | 6 | Rit | Rit | 3 | 14 | Rit | 9 | 3 | 2 |  |  |  |  | 254   | 4º   |

| 2007 | Moto   |   |   |   |   |   |   |   |   |     |   |   |   |   |    |   |   |   |     |   |   |   |   |     |   |   |   |  |  | Punti | Pos. |
| ---- | ------ | - | - | - | - | - | - | - | - | --- | - | - | - | - | -- | - | - | - | --- | - | - | - | - | --- | - | - | - |  |  | ----- | ---- |
| 2007 | Yamaha | 9 | 3 | 5 | 5 | 2 | 3 | 4 | 9 | Rit | 4 | 5 | 6 | 3 | AN | 2 | 5 | 7 | Rit | 2 | 3 | 3 | 5 | Rit | 4 | 3 | 4 |  |  | 296   | 5º   |

| 2008 | Moto   |   |   |   |     |   |   |   |    |    |   |   |     |   |   |   |   |   |   |   |   |     |   |   |   |   |   |   |   | Punti | Pos. |
| ---- | ------ | - | - | - | --- | - | - | - | -- | -- | - | - | --- | - | - | - | - | - | - | - | - | --- | - | - | - | - | - | - | - | ----- | ---- |
| 2008 | Yamaha | 3 | 7 | 2 | Rit | 3 | 5 | 5 | 10 | 12 | 8 | 2 | Rit | 4 | 2 | 2 | 5 | 2 | 4 | 8 | 3 | Rit | 3 | 3 | 3 | 6 | 3 | 3 | 6 | 342   | 2º   |

| 2009 | Moto |   |    |   |   |     |    |    |    |     |    |     |     |    |    |     |    |     |    |   |    |   |   |    |     |   |    |     |   | Punti | Pos. |
| ---- | ---- | - | -- | - | - | --- | -- | -- | -- | --- | -- | --- | --- | -- | -- | --- | -- | --- | -- | - | -- | - | - | -- | --- | - | -- | --- | - | ----- | ---- |
| 2009 | BMW  | 8 | 22 | 9 | 9 | Rit | 15 | 10 | 10 | Rit | NP | Inf | Inf | 15 | 17 | Rit | 19 | Rit | 20 | 5 | 10 | 8 | 6 | 11 | Rit | 9 | 10 | Rit | 9 | 96    | 13º  |

| 2010 | Moto |   |   |   |    |   |    |   |   |   |   |    |   |   |   |   |    |     |     |    |     |     |    |    |    |     |     |  |  | Punti | Pos. |
| ---- | ---- | - | - | - | -- | - | -- | - | - | - | - | -- | - | - | - | - | -- | --- | --- | -- | --- | --- | -- | -- | -- | --- | --- |  |  | ----- | ---- |
| 2010 | BMW  | 9 | 7 | 9 | 10 | 4 | 12 | 5 | 5 | 8 | 3 | 12 | 7 | 5 | 5 | 3 | 10 | Inf | Inf | 10 | Rit | Rit | 12 | 15 | 11 | Rit | Rit |  |  | 165   | 11º  |

| 2011 | Moto |    |    |   |    |   |     |   |   |    |     |     |    |    |     |  |  |   |     |    |    |    |     |   |   |    |    |  |  | Punti | Pos. |
| ---- | ---- | -- | -- | - | -- | - | --- | - | - | -- | --- | --- | -- | -- | --- |  |  | - | --- | -- | -- | -- | --- | - | - | -- | -- |  |  | ----- | ---- |
| 2011 | BMW  | 10 | 19 | 9 | 13 | 6 | Rit | 7 | 5 | 13 | Rit | Rit | NP | 10 | Rit |  |  | 9 | Rit | 15 | 12 | 12 | Rit | 9 | 9 | 14 | 16 |  |  | 87    | 15º  |

| Legenda | 1º posto        | 2º posto            | 3º posto           | A punti      | Senza punti        | Grassetto – Pole position Corsivo – Giro più veloce |
| Legenda | Gara non valida | Non qual./Non part. | Ritirato/Non class | Squalificato | '-' Dato non disp. | Grassetto – Pole position Corsivo – Giro più veloce |

### Motomondiale
| 1997 | Classe | Moto   |    |     |     |    |     |    |    |  |  |  |  |  |  |  |  | Punti | Pos. |
| ---- | ------ | ------ | -- | --- | --- | -- | --- | -- | -- |  |  |  |  |  |  |  |  | ----- | ---- |
| 1997 | 500    | Yamaha | 13 | Rit | Rit | 12 | Rit | 14 | 14 |  |  |  |  |  |  |  |  | 11    | 23º  |

| Legenda | 1º posto        | 2º posto            | 3º posto            | A punti      | Senza punti        | Grassetto – Pole position Corsivo – Giro più veloce |
| Legenda | Gara non valida | Non qual./Non part. | Ritirato/Non class. | Squalificato | '-' Dato non disp. | Grassetto – Pole position Corsivo – Giro più veloce |